# Gmelina philippensis
Gmelina philippensis är en kransblommig växtart som beskrevs av Adelbert von Chamisso. Gmelina philippensis ingår i släktet Gmelina och familjen kransblommiga växter. Inga underarter finns listade i Catalogue of Life.

## Bildgalleri

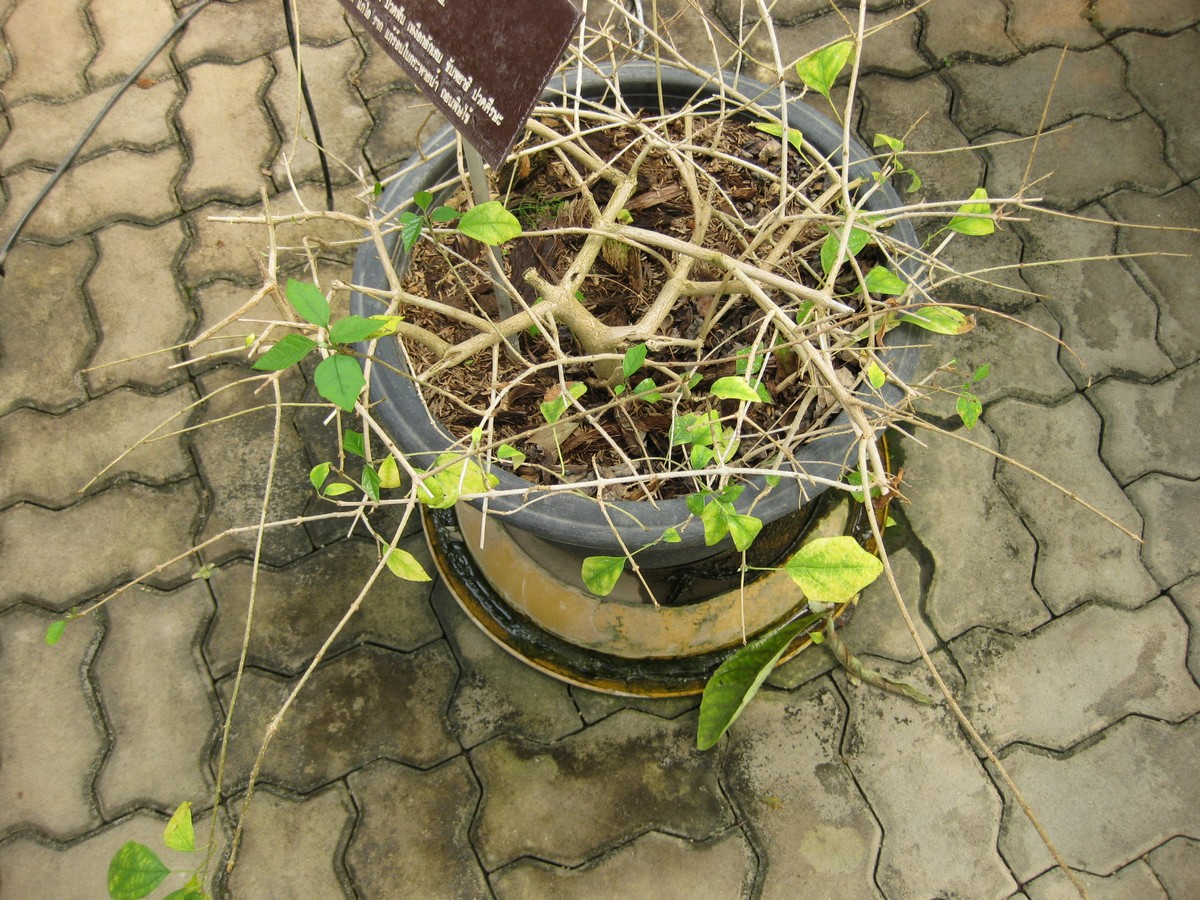
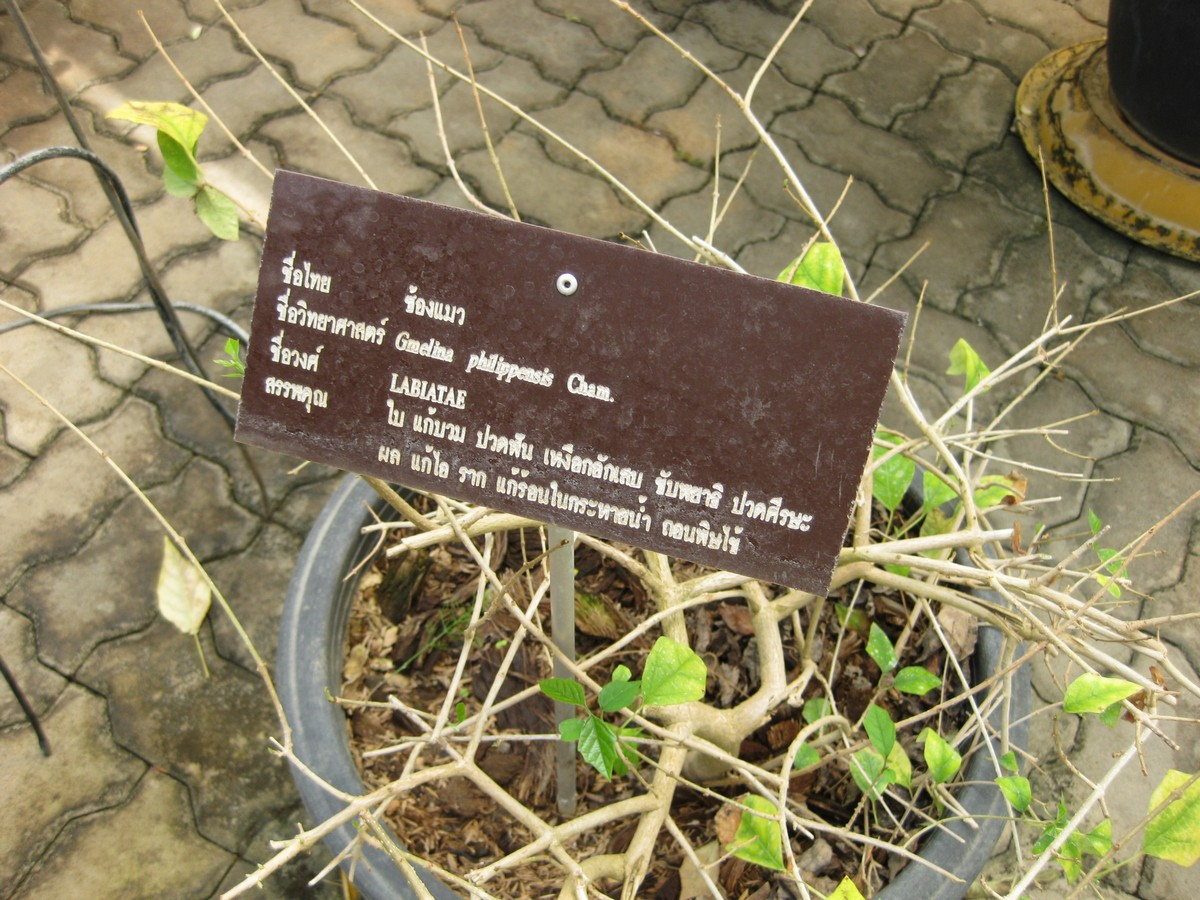
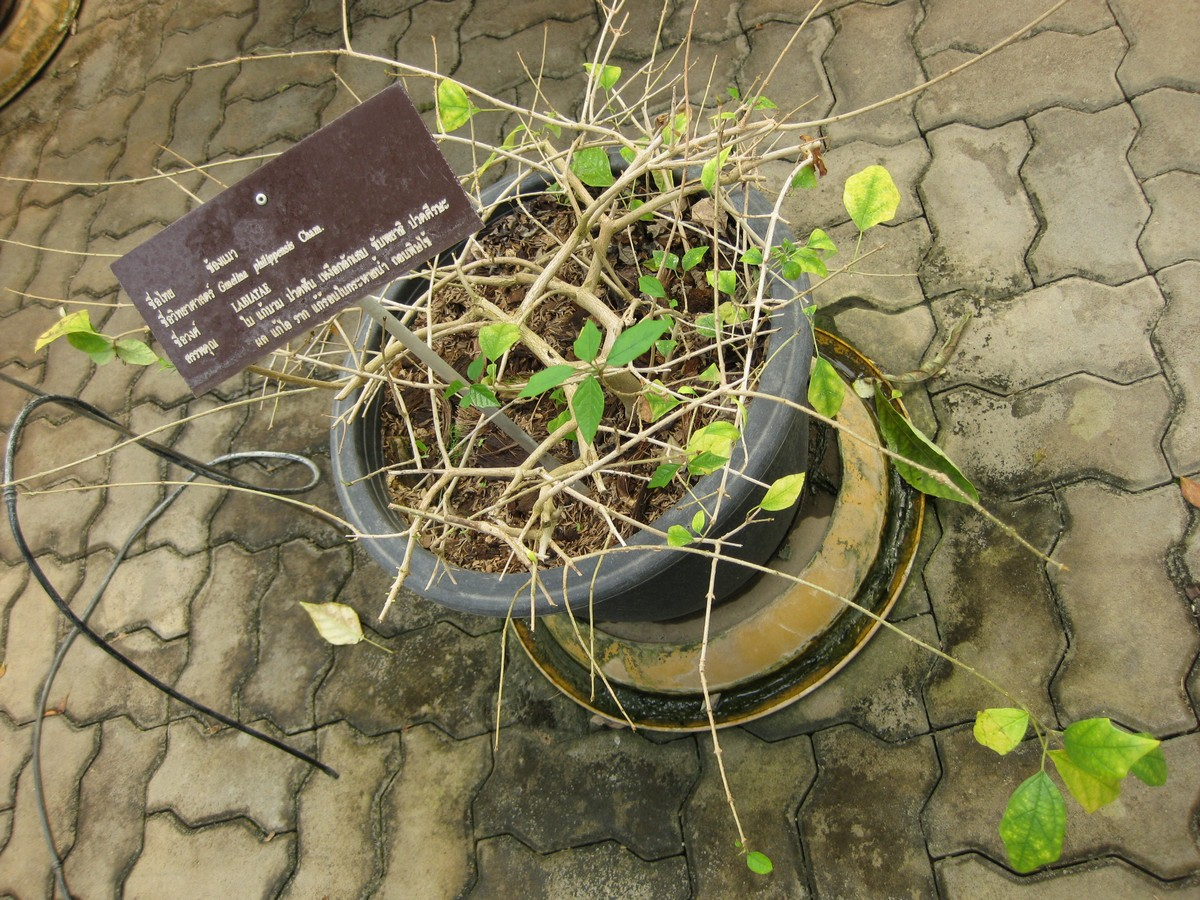